# Registro Canadiense de Lugares Históricos
El Registro Canadiense de Lugares Históricos (CRHP; en francés: Le Répertoire canadien des lieux patrimoniaux), también conocido como Lugares históricos de Canadá (Canada's Historic Places), es un directorio en línea de sitios históricos de Canadá que han sido reconocidos formalmente por su valor patrimonial por una autoridad federal, provincial, territorial o municipal.

## Antecedentes

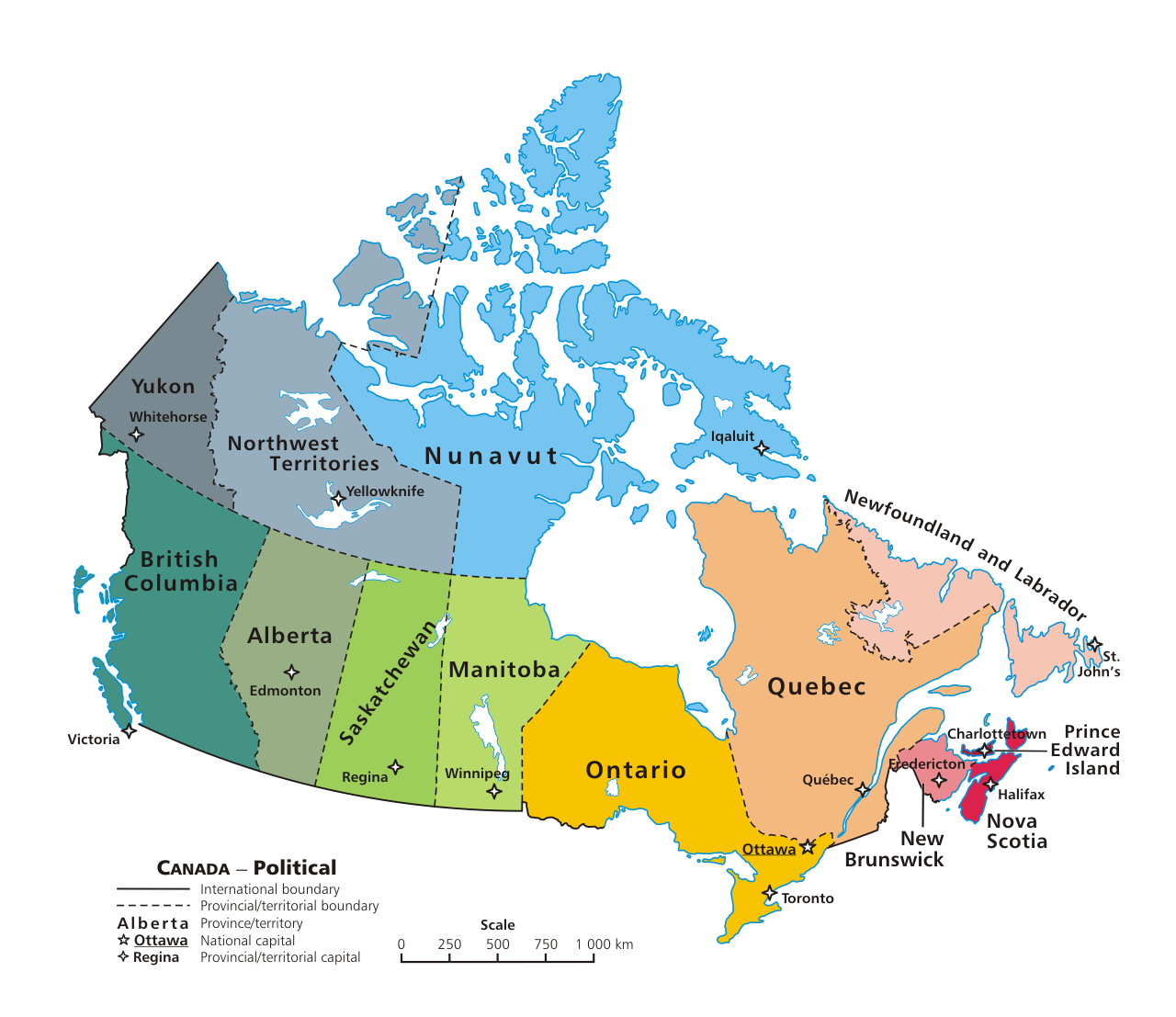
El CRHP contiene entradas para sitios históricos ubicados en las 13 provincias y territorios de Canadá.

El Registro Canadiense de Lugares Históricos se creó como parte de la "Iniciativa de Lugares Históricos" de Canadá. Iniciada en 2001, la Iniciativa de Lugares Históricos fue una colaboración entre los gobiernos federal, provinciales y territoriales para mejorar la protección de los lugares históricos del país y para "promover y fomentar una cultura de conservación del patrimonio en Canadá". El CRHP y las Normas y Directrices para la Conservación de los Lugares Históricos en Canadá (un conjunto de directrices comunes para la restauración y rehabilitación de los lugares históricos en todo el país) son las dos principales herramientas desarrolladas para ayudar a alcanzar los principales objetivos de la iniciativa.
El CRHP se lanzó oficialmente en mayo de 2004 como un punto de acceso único para que el público conozca los sitios históricos de todo Canadá. Se trata de un trabajo en curso y, en 2011, el CRHP incluía aproximadamente 12 300 de los 17 000 sitios históricos designados en el país.
El directorio se diseñó para que fuera flexible, con el fin de dar cabida a la información de la amplia gama de autoridades patrimoniales en todo el país, así como uniforme, con el fin de proporcionar un medio de búsqueda coherente y una forma coherente de documentación para los sitios, independientemente de la ubicación o la designación del patrimonio. Los sitios históricos que han sido reconocidos por más de un nivel de gobierno, a menudo por diferentes razones, también están vinculados en el directorio. Por ejemplo, el CRHP contiene dos listados para los Jardines Públicos de Halifax en Nueva Escocia (un sitio designado como Sitio Histórico Nacional de Canadá y como Propiedad Registrada Municipalmente bajo la Ley de Bienes Patrimoniales), y estos dos listados en el CRHP están conectados para resaltar los muchos valores patrimoniales que han sido atribuidos a este sitio en particular.

## Inclusión en el registro
El Registro Canadiense de Lugares Históricos no tiene sus propios criterios de inclusión en el directorio, sino que se basa enteramente en las designaciones federales, provinciales, territoriales y locales de sitios históricos (lo que refleja el enfoque comunitario de la conservación del patrimonio en Canadá). Un sitio debe ser designado por uno o más de estos niveles de gobierno para poder ser incluido en el CRHP. El CRHP no sustituye a los programas de designación del patrimonio ya existentes en todo el país, ni reemplaza a las bases de datos locales, provinciales, territoriales y federales, algunas de las cuales también están disponibles en línea.
El CRHP es una herramienta de información, no un mecanismo de designación o regulación. La inclusión en el directorio no confiere un estatus histórico o legal, ni impone restricciones u obligaciones legales. La inclusión tampoco afecta a la forma en que el nivel de gobierno que designa gestiona sus propias designaciones o políticas de patrimonio.
Dado que el CRHP está disponible públicamente en Internet y proporciona detalles sobre la ubicación de los sitios históricos, una serie de sitios sensibles o sagrados de las Primeras Naciones no han sido incluidos en el directorio con el fin de disminuir la probabilidad de vandalismo y otras formas de daño por parte de los visitantes. Los gobiernos asociados al CRHP están trabajando en otras herramientas a través de la Iniciativa de Lugares Históricos para reconocer los sitios relacionados con los pueblos aborígenes en Canadá.